# 石井達矢
石井 達矢（いしい たつや、1950年 - ）はCMプランナー。
兵庫県神戸市出身。武蔵野美術大学商業デザイン学科卒。電通関西支社・東京本社兼務。2005年退社。
2008年現在、フォノプリンツ代表、2008年5月、株式会社ファーストブランドの顧問に就任。
彼の作品は関西的な人間関係・会話を基に、視聴者が笑いながら納得してしまうようなストーリー展開が特徴であるとされる。「亭主元気で留守がいい」「つまらん！お前の話はつまらん！」、「ボヨヨン　ボヨヨン　ダッダーン」、など、その時代に話題になるようなキャッチコピーが多数ある。

## 受賞
- 2004年TCCグランプリ『水性キンチョール』
- 1991年カンヌ国際広告祭銀賞『きんさんぎんさん』など受賞多数

## 代表的なCM作品
- 2004年 大日本除虫菊『水性キンチョール』（大滝秀治・岸部一徳出演）「おまえの話はつまらん！」
- 1991年 ダスキン『企業イメージ』（きんさんぎんさん出演）「きんは100歳100歳、ぎんも100歳100歳」
- 1991年 ピップフジモト（現 ピップ）『ダダン』（レジー・ベネット出演）「ボヨヨン　ボヨヨン　ダッダーン」
- 1990年 大阪府『大阪の迷惑駐車』[2]
- 1981年 藤沢薬品工業（現 アステラス製薬）『ピコレット』「ズボーン脱いで シャッ パーンツ脱いで シャッ」[3]

等多数。